# ICN New York Italian Radio
ICN New York Italian Radio è una emittente radiofonica con sede a New York. ICN trasmette esclusivamente in lingua italiana, con programmazione completa. È parte della redazione del quotidiano America Oggi.
Radio ICN NY trasmette al pubblico di italo-americani di New York e dintorni, con informazioni e produzioni culturali volte alla valorizzazione della lingua e cultura italiana.